# Gevorg Ghazarjan
Gevorg Ghazarjan (armeniska: Գևորգ Ղազարյան), född 5 april 1988 i Jerevan, Armeniska SSR, Sovjetunionen (nuvarande Armenien), är en armenisk fotbollsspelare (offensiv mittfältare och vänstermittfältare) som spelar för Pjunik.

## Fotnoter
1. ↑  På armeniska: Գևորգ Ղազարյան, Gevorg Ghazarjan, på engelska: Gevorg Ghazaryan (används i Armenien).
2. ↑  På ryska: Гево́рг Га́рникович Газаря́н, Gevorg Garnikovitj Gazarjan, på engelska: Gevorg Garnikovich Gazaryan (används i Armenien (inter-etniska)).
3. ↑  Garniki (armeniska: Գառնիկի, engelska: Garniki), den kvinnliga Garniki (Գառնիկի), är en armenisk patronymikon, vars far förnamn var Garnik (armeniska: Գառնիկ, engelska: Garnik).
4. ↑  Garnikovitj (ryska: Га́рникович, engelska: Garnikovich), den kvinnliga Garnikovna (Га́рниковна), är en rysk patronymikon, vars far förnamn var Garnik (ryska: Га́рник).
5. ↑  Ghazarjan (armeniska: Ղազարյան), är en armenisk efternamn, vars armeniskt ursprung.